# Польское авторское общество ZAiKS
Польское авторское общество ZAiKS (польск. Stowarzyszenie Autorów ZAiKS) — организация, управляющая  авторскими правами на коллективной основе.

## История создания
Общество было создано в марте 1918 года под названием «Союз авторов и театральных композиторов» (польск. Związek Autorów i Kompozytorów Scenicznych (ZAiKS). Одним из основателей организации был известный польский писатель Юлиан Тувим.
В 1926 году представитель ZAiKS принял участие в учредительной конференции Международной конфедерации обществ авторов и композиторов CISAC.
1 февраля 1995 года ZAiKS был уполномочен Министерством культуры Республики Польша на осуществление деятельности по коллективному управлению авторскими правами.

## Руководство организации
Высший орган управления организацией – съезд, который проводится 1 раз в 4 года.
Постоянно действующим органом управления является Совет. Нынешний председатель Совета - Яцек Бошеньский (Jacek Bocheński).
Глава исполнительного органа организации - Генеральный директор Витольд Колодзьейский (Witold Kołodziejski).
В различных регионах Польши действуют 13 окружных дирекций ZAiKS.

## Финансовые результаты деятельности
Общий объем сборов ZAiKS в 2009 г. вырос на 3,9% по сравнению с предыдущим годом и достиг $ 103,8 млн.
Главными факторами роста стало значительное увеличение поступлений от вещателей кабельного телевидения, а также рост поступлений от продажи музыкальных фонограмм. Поступления за использование произведений в цифровом виде составили 0,5% от общего объема поступлений.

## Международная деятельность
ZAiKS является членом Международной конфедерации обществ авторов и композиторов CISAC, имеет ряд соглашений о взаимном представительстве интересов с иностранными авторско-правовыми организациями.
Партнером ZAiKS  в России является Российское авторское общество.